# Cerro Leon Iquina
Cerro Leon Iquina är en kulle i Bolivia.   Den ligger i departementet Oruro, i den västra delen av landet, 400 km väster om huvudstaden Sucre. Toppen på Cerro Leon Iquina är 4 517 meter över havet.
Terrängen runt Cerro Leon Iquina är huvudsakligen kuperad, men åt nordväst är den platt. Trakten runt Cerro Leon Iquina är nära nog obefolkad, med mindre än två invånare per kvadratkilometer.. 
Omgivningarna runt Cerro Leon Iquina är i huvudsak ett öppet busklandskap.